# Soldanella
- Commons
- Wikispecies

Soldanella L. é um género botânico pertencente à família Primulaceae. Também conhecida como Tempestade de Neve.

## Espécies
- Soldanella pusilla
- Soldanella minima
- Soldanella austriaca
- Soldanella alpina
- Soldanella hungarica
- Soldanella montana
- Lista completa

## Classificação do gênero
| Sistema | Classificação                      | Referência               |
| ------- | ---------------------------------- | ------------------------ |
| Linné   | Classe Pentandria, ordem Monogynia | Species plantarum (1753) |